# Vysšaja Liga 1989-1990 (pallacanestro)
La Vysšaja Liga 1989-1990 è stata la 56ª edizione del massimo campionato sovietico di pallacanestro maschile. La vittoria finale è stata appannaggio del CSKA Mosca.

## Avvenimenti
Il torneo vide, a stagione quasi ultimata, la defezione dello Žalgiris Kaunas e dello Statyba Vilnius, che in seguito all'indipendenza della Lituania dall'URSS grazie all'atto di Restaurazione dello Stato di Lituania, abbandonarono il campionato.

## Prima fase
|  |     | Squadra            | G  | V  | P  | PF   | PS   | PF/PS | Pt |
|  | --- | ------------------ | -- | -- | -- | ---- | ---- | ----- | -- |
|  | 1.  | CSKA Mosca         | 44 | 38 | 6  | 3938 | 3402 | +536  | 82 |
|  | 2.  | Dinamo Mosca       | 44 | 32 | 12 | 4234 | 3817 | +417  | 76 |
|  | 3.  | Budivel'nyk Kiev   | 44 | 29 | 15 | 3973 | 3843 | +130  | 73 |
|  | 4.  | SKA Alma-Ata       | 44 | 28 | 16 | 3894 | 3624 | +270  | 72 |
|  | 5.  | Kalev Tallin       | 44 | 28 | 16 | 3723 | 3633 | +90   | 72 |
|  | 6.  | VEF Rīga           | 44 | 24 | 20 | 4023 | 3916 | +107  | 68 |
|  | 7.  | Spartak Leningrado | 44 | 23 | 21 | 3493 | 3435 | +58   | 67 |
|  | 8.  | Žalgiris Kaunas    | 44 | 17 | 27 | 3218 | 3241 | -23   | 61 |
|  | 9.  | Šachtër Donec'k    | 44 | 14 | 30 | 3574 | 3963 | -389  | 58 |
|  | 10. | Dinamo Tbilisi     | 44 | 13 | 31 | 3508 | 4072 | -564  | 57 |
|  | 11. | RTI Minsk          | 44 | 12 | 32 | 3848 | 4038 | -190  | 56 |
|  | 12. | Statyba Vilnius    | 44 | 6  | 38 | 3083 | 3525 | -442  | 50 |

## Play-off

### Finale 3º posto
|  | Finale |                 |    |    |    |  |
|  |        |                 |    |    |    |  |
|  | 3      | Budivelnyk Kiev | 79 | 92 | 74 |  |
|  | 4      | SKA Alma-Ata    | 87 | 81 | 72 |  |

## Squadra vincitrice
|  | Naz.                        | Ruolo | Sportivo           | Anno | Alt. |  |  |
|  | --------------------------- | ----- | ------------------ | ---- | ---- |  |  |
|  | Unione Sovietica (bandiera) | AG    | Viktor Berežnyj    | 1961 | 203  |  |  |
|  | Unione Sovietica (bandiera) | P     | Vladimir Gorin     | 1961 | 185  |  |  |
|  | Unione Sovietica (bandiera) | AP    | Aleksandr Gusev    | 1958 | 197  |  |  |
|  | Unione Sovietica (bandiera) |       | Sergey Kočergin    | 1964 | 204  |  |  |
|  | Unione Sovietica (bandiera) |       | A. Korneev         |      |      |  |  |
|  | Unione Sovietica (bandiera) | AG    | Andrej Lopatov     | 1957 | 205  |  |  |
|  | Unione Sovietica (bandiera) |       | Aleksandr Meleškin | 1958 | 185  |  |  |
|  | Unione Sovietica (bandiera) |       | Dmitriy Minaev     | 1967 | 208  |  |  |
|  | Unione Sovietica (bandiera) |       | Sergey Popov       | 1960 | 200  |  |  |
|  | Unione Sovietica (bandiera) |       | Gennadiy Rezcov    | 1968 | 213  |  |  |
|  | Unione Sovietica (bandiera) | AG    | Sergej Tarakanov   | 1958 | 203  |  |  |
|  | Unione Sovietica (bandiera) | C     | Volodymyr Tkačenko | 1957 | 220  |  |  |
|  | Unione Sovietica (bandiera) | ALL   | Sergej Belov       |      |      |  |  |